# Vaerst (Adelsgeschlecht)

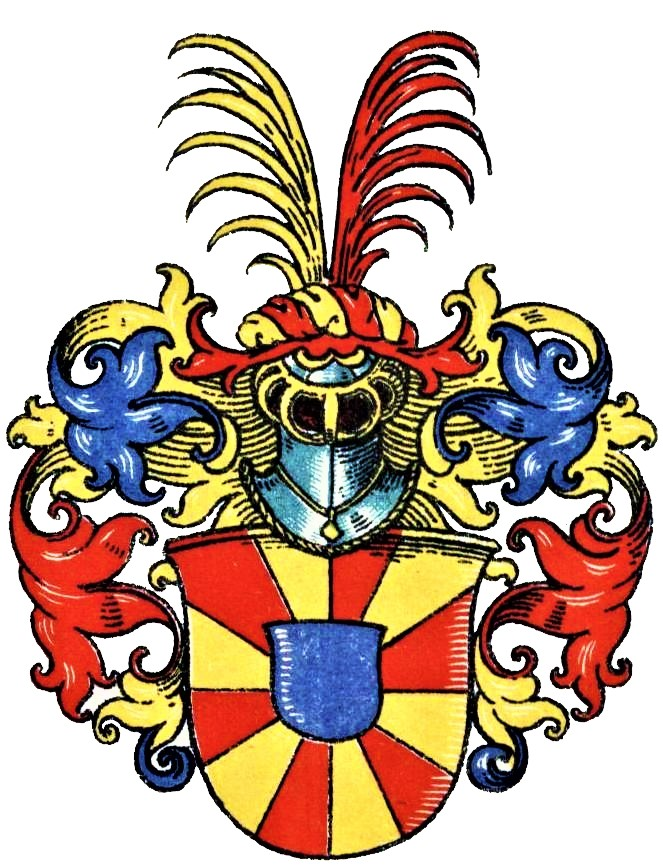
Wappen derer von Vaerst im Wappenbuch des Westfälischen Adels

Vaerst (auch: (von der) Vorst, lateinisch de Foresto o. ä.) ist der Name eines niederrheinisch-westfälischen Adelsgeschlechts.

## Geschichte
Das Geschlecht gehörte dem Adel der Grafschaft Mark an und trat urkundlich erstmals 1209 auf. Schon 1280 saß es zu Olpe unweit Lennep. In jenem Jahr verkaufte Hermann de Foresto dieses Gut dem Grafen Adolf von Berg mit der Bemerkung, dass schon Hermanns Vorfahren das Gut besaßen. 1297 hatte Herman miles de Foresto das Haus Vorst bei Leichlingen inne. Mit diesem Hermann von Forste beginnt auch die Stammreihe der Familie. 1317 saß die Familie zu Overkempinc bei Kamen, 1326 zu Heinkhausen und zu Haus Opherdicke, 1386 zu Ergste bei Iserlohn, 1391–1794 zu Haus Kallenberg bei Hagen, 1386 Brockhausen in Bochum-Stiepel, 1400–1440 zu Haus Horst in Herne-Bickern, 1402 zu Ende bei Hagen und 1416–1466 zu Burg Gerkendahl.
In der Grafschaft Mark gehörten später u. a. noch Haus Aden (1748–1754), Ardey (Kreis Soest) (1727–1760), Asbeck (1452), Haus Bärendorf (1776), Haus Oberfelde in Niederaden (1748–1754), Haus von der Recke in Westhemmerde (1727–1759), Haus Heven (Anfang 15. Jahrhundert und 1629–1747), Haus Göckinghof in Schwelm (1627–1662) und Haus Weitmar (1776–1780) zum Besitz der Familie.
Darüber hinaus war die Familie zeitweise auch in Schlesien und in der Mark Brandenburg begütert. In Schlesien waren dies 1645 Haltauf und 1745–1801 Klein-Zauche, beide Kreis Trebnitz, sowie 1801 Lerchenberg-Zerbau im Landkreis Glogau, in der Mark Brandenburg u. a. 1843 Freienhagen im Kreis Niederbarnim.
Vertreter der Familie standen in Diensten der königlich-preußischen Armee. 1857 waren Nachkommen des Eugen Freiherr von Vaerst, Major a. D., zu Herrendorf mit Vorwerk Carolinshof im Landkreis Soldin in der preußischen Provinz Brandenburg begütert. Anfang des 20. Jahrhunderts blühte die Familie noch.

## Persönlichkeiten
- Bernhard von der Vorst, Herr zu Horst, 1416–1432 Drost zu Essen, 1427 sowie 1432–1436 Amtmann im Amt Angermund
- Eugen von Vaerst (1792–1855), preußischer Offizier und Schriftsteller
- Heinrich von der Vaerst, 1434–1436 Komtur der Kommende Reval
- Hermann Hans von Vaerst (1798–1877), Offizier und Mitglied des Reichstags des Norddeutschen Bundes
- Gustav von Vaerst (Tiermediziner) (1858–1922), deutscher Veterinärmediziner und Hochschullehrer
- Gustav von Vaerst (General) (1894–1975), deutscher Offizier, General der Wehrmacht
- Jorien von der Vorst, 1524–1534 Freigraf von Volmenstein
- Mathias von Vaerst († 1638), Drost zu Bochum
- Wolfgang Vaerst (1931–2015), deutscher Manager

## Wappen
Blasonierung: Zwölfmal von Rot und Gold geständert mit blauem Herzschild. Auf dem rot-golden bewulsteten Helm ein goldener und ein roter nach außen gekehrter Palmzweig, alias zwei grüne Zweige mit Beeren (auch zwei Sägen), dazwischen der Schild wiederholt. Die Helmdecken sind (blau–) rot–golden.
Aufgrund der Wappenähnlichkeit vermutet Anton Fahne eine Abstammung von den von Eller.